# Таркеу
Таркеу (рум. Tarcău) — село у повіті Нямц в Румунії. Входить до складу комуни Таркеу.
Село розташоване на відстані 272 км на північ від Бухареста, 18 км на захід від П'ятра-Нямца, 114 км на захід від Ясс, 143 км на північ від Брашова.

## Населення
За даними перепису населення 2002 року у селі проживали 1978 осіб, з них 1972 особи (99,7%) румунів. Рідною мовою 1976 осіб (99,9%) назвали румунську.